# Estadio Tecnológico
Estadio Tecnológico – stadion piłkarski znajdujący się w mieście Monterrey, w północno-wschodnim Meksyku.
Jest własnością Instituto Tecnológico y de Estudios Superiores de Monterrey. Na tym obiekcie, swoje mecze rozgrywa tu CF Monterrey. Na Estadio Tecnológico rozgrywane były mecze w ramach mistrzostw świata 1986.
Stadion został otwarty 17 lipca 1950 przez meksykańskiego prezydenta Miguela Alemána Valdésa. Początkowo jego pojemność wynosiła 20 000 widzów, zaś w 1985 roku stadion został rozbudowany i jego nowa pojemność wyniosła 34 000 miejsc.
W dniu 12 lutego 2006, irlandzka grupa rockowa U2, swoim występem otworzyła swą IV trasę koncertową o nazwie Vertigo Tour. Koncert obejrzało 42 000 widzów.